# Anomala crinifrons
Anomala crinifrons är en skalbaggsart som beskrevs av Ohaus 1936. Anomala crinifrons ingår i släktet Anomala och familjen Rutelidae. Inga underarter finns listade i Catalogue of Life.